# White Stallion Ranch
Le White Stallion Ranch est un hôtel américain situé à Tucson, en Arizona. Installé dans des bâtiments construits à compter de 1900, cet établissement est membre des Historic Hotels of America et des Historic Hotels Worldwide depuis 2016.
Il a été le lieu de tournage de plusieurs films et séries télévisées.